# Boris Kolomanovič
Boris Kolomanovič, ruski in ogrski politik, samooklicani nezakonski sin ogrskega kralja Kolomana in neuspešni pretendent za ogrski prestol. * ca. 1114, † 1153/ 54, domnevni pripadnik dinastije Árpádovcev.
Boris Kolomanovič naj bi se leta 1114 rodil ogrskemu vladarju Kolomanu in njegovi drugi ženi, Eufemiji Kijevski, sestri kijevskega vladarja Vladimirja Monomaha. Ker je Koloman Eufemijo zalotil pri prešuštvovanju, jo je nosečo z njenim (in morda tudi njegovim) sinom Borisom pregnal nazaj v Kijevsko Rusijo. Ker je Kolomanov prestolonaslednik, sin Ladislav, umrl že leta 1112, Borisa pa je imel Koloman za bastarda, je ogrski prestol pripadel Štefanu II.
Do najstniške dobe je nato Boris skupaj z materjo živel na kijevskem dvoru. Priložnost za vmešavanje v ogrsko politiko se mu je ponudila leta 1131, ko je umrl ogrski kralj Štefan II., ki je bil po očetovi strani domnevno Borisov polbrat. Bélini nasprotniki so ga poklicali na Ogrsko. bizantinski cesar Ivan II. Komnen leta 1132 proti novemu kralju Béli II., ki je bil srbski varovanec, sicer podprl Borisa, a slednjemu v resnici ni nudil mnogo pomoči. Boris se je leta 1032 s podporo Boleslava II. Poljskega vseeno poskušal dokopati do ogrskega prestola, a je bil poražen na reki Sajó. Po smrti kralja Béle II. leta 1141, se je Boris usmeril proti Bélinemu sinu in novemu kralju Gézi II. Boris je pomoč poiskal najprej pri Nemcih in kasneje pri Bizantincih.   Nemce je uspel prepričati za invazijo na Ogrsko (1145-1146). S pomočjo bavarskega vojvode Henrika II. in s pomočjo Češke je za kratek čas uspel zavzeti Bratislavo, a jo je v zameno za kompenzacijo kmalu izročil Ogrski. Bizanc mu v teh dogajanjih ni nudil prave pomoči.
Boris se je kot križar zatekel pod okrilje francoskega kralja Ludvika VII., slednji pa Borisa ni hotel izročiti svojemu prijatelju Gézi II. in je Borisu omogočil, da se je umaknil v Bizanc. Tamkajšnji novi cesar Manuel I. Komnen je izkoriščal nesoglasja med Árpádovci in je proti ogrskemu vladarju po principu starešinstva (seniorata) končno tudi zares podprl domnevnega Kolomanovega sina Borisa. Tako je bizantinski vladar na vojaškem pohodu proti Ogrski leta 1151 s seboj pripeljal tudi Borisa. Toda Boris je na bizantinski strani leta 1153 ali 1154 padel v tej vojni med Bizantincem in Ogrsko. Boris je imel sina Konstantina Kalamanosa, ki je v letih med 1163 in 1164 služboval kot bizantinski vojvoda v Kilikiji, padel v arabsko ujetništvo, nato leta 1073 ponovno prevzel položaj kilikijskega vojvode, a padel v armensko ujetništvo.